# میوریمیوالانا
میوریمیوالانا (به لاتین: Miorimivalana) یک منطقهٔ مسکونی در ماداگاسکار است که در آنالانجیروفو واقع شده‌است. میوریمیوالانا ۲۱٬۰۰۰ نفر جمعیت دارد و ۲۸۳ متر بالاتر از سطح دریا واقع شده‌است.